# Valbonilla
Valbonilla es una localidad española, perteneciente al municipio de Castrojeriz, en la comunidad autónoma de Castilla y León (provincia de Burgos). Se encuentra a 13 kilómetros de la cabecera municipal y a 62 de la capital provincial. Dentro del pueblo destaca la iglesia gótica de San Juan, que data del siglo XIV.

## Demografía
Evolución de la población
| Gráfica de evolución demográfica de Valbonilla entre 2000 y 2017   |
|                                                                    |
| Población de derecho (2000-2017) según el padrón municipal del INE |